# (3258) Somnium
(3258) Somnium es un asteroide perteneciente al cinturón de asteroides, descubierto el 8 de septiembre de 1983 por Paul Wild desde el Observatorio de Berna-Zimmerwald, Berna, Suiza.

## Designación y nombre
Designado provisionalmente como 1983 RJ. Fue nombrado Somnium en homenaje a una publicación de ciencia ficción de exploración de la Luna escrita por Johannes Kepler.